# Brilliance V5
Brilliance V5 — компактный кроссовер, выпускающийся китайской компанией Brilliance Auto с 2011 года. В России автомобиль делают на автозаводе Derways в Черкесске (Карачаево-Черкесия) (CKD) с 2014 года. 
По мнению многих журналистов имеет очень схожий с BMW X1 внешний вид (что не удивительно, учитывая, что Brilliance очень тесно сотрудничает с BMW).
Автомобиль имеет несущую конструкцию. Доступен с 1,5- (с турбонаддувом) и 1,6-литровыми бензиновыми двигателями и с 5-ступенчатыми механической или автоматической коробкой передач. Имеет передний привод или подключаемый полный привод. На российском рынке продаются только версии с двигателем объёмом 1,6 литра и передним приводом.

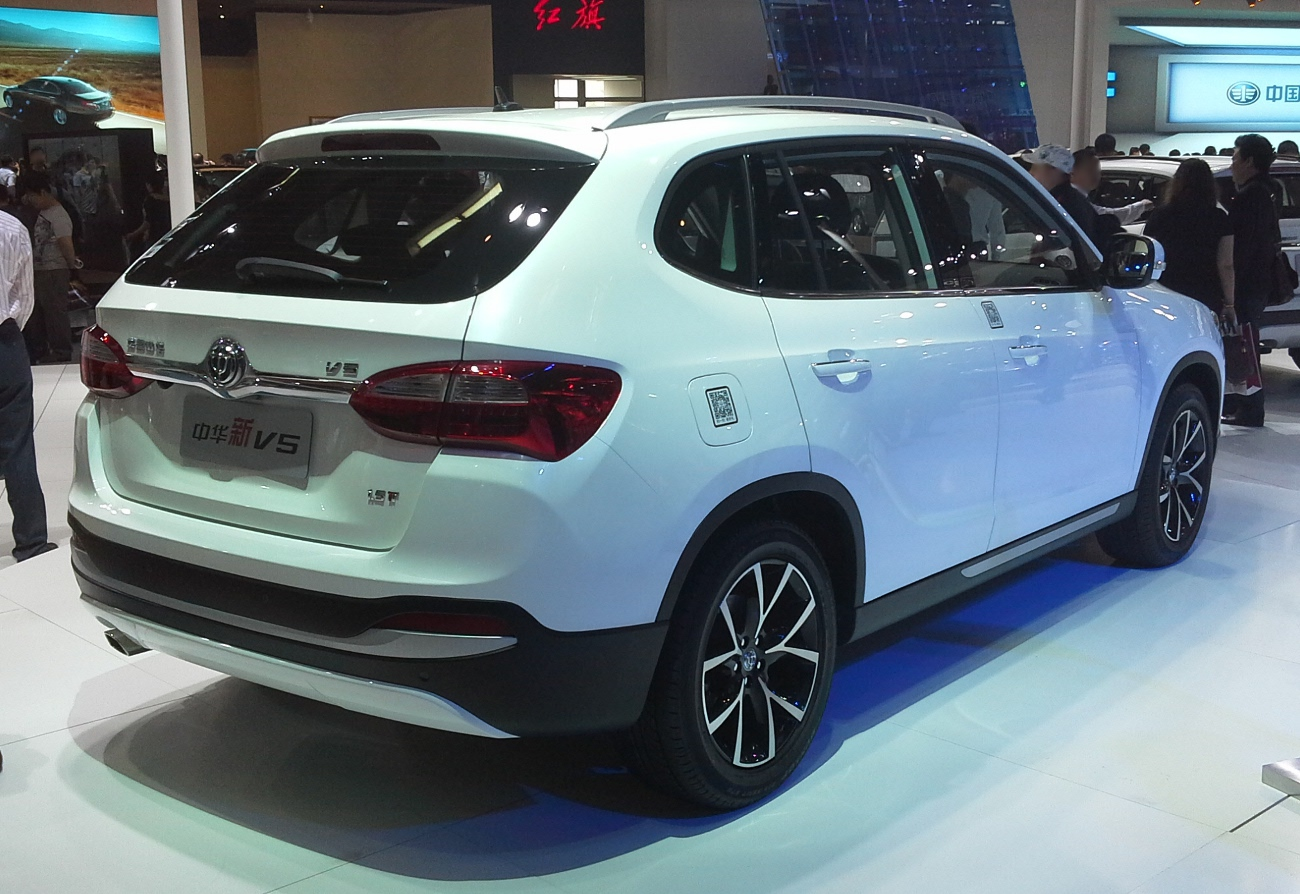
Вид сзади

В базовой комплектации (Comfort) V5 имеет АБС, EBD, систему экстренного торможения, TCS, электронную систему стабилизации, датчики парковки, рейлинги, передние подушки безопасности, кондиционер, передний подогрев сидений, зеркал и стёкол. В высшей комплектации (Deluxe) — противотуманные фары, люк на крыше, систему Start/Stop, кожаную обивку руля.
- Шины — 225/55/R17
- Диски — легкосплавные, алюминиевые
- Передняя подвеска — независимая, пружинная McPherson
- Задняя подвеска — полунезависимая, пружинная
- Рулевое управление — электроусилитель руля
- Тормоза — дисковые (передние — вентилируемые)

Цена комплектации Sport — 1 млн 49 тысяч рублей. Вторая комплектация Deluxe стоит 1 млн 99 тысяч рублей.